# Supercoppa tedesca 2020 (pallavolo maschile)
La Supercoppa tedesca 2020 si è svolta l'11 ottobre 2020: al torneo hanno partecipato due squadre di club tedesche e la vittoria finale è andata per la seconda volta consecutiva allo Charlottenburg.

## Regolamento
Le squadre hanno disputato una gara unica.

## Squadre partecipanti
| Squadra        | Qualificazione                                                   |
| -------------- | ---------------------------------------------------------------- |
| Charlottenburg | Vincitrice Coppa di Germania 2019-20/1ª in 1. Bundesliga 2019-20 |
| Rüsselsheim    | 2ª in 1. Bundesliga 2019-20                                      |

## Torneo
| 11 ottobre 2020 Fraport Arena, Francoforte sul Meno Durata: 1h:25 - Spettatori: 369 | Charlottenburg | 3 - 0 | Rüsselsheim | 29-27, 25-22, 25-22 |